# 35222 Delbarrio
35222 Delbarrio este un asteroid din centura principală de asteroizi.

## Descriere
35222 Delbarrio este un asteroid din centura principală de asteroizi. A fost descoperit pe 4 decembrie 1994 la Cima Ekar de Maura Tombelli. Asteroidul prezintă o orbită caracterizată de o semiaxă mare de 2,31 ua, o excentricitate de 0,06 și o înclinație de 7,2° în raport cu ecliptica.